# Survival (Tesseract)
Survival è un singolo del gruppo musicale britannico Tesseract, pubblicato il 4 settembre 2015 come secondo estratto dal terzo album in studio Polaris.
Il 7 luglio 2016 il gruppo ha pubblicato per il download digitale una nuova versione del brano come unico singolo estratto dal loro terzo EP Errai.

## Video musicale
Il video, diretto da Pele Newell, è stato presentato in anteprima dalla Kscope il 3 settembre 2015 e mostra un'ambientazione futura dove vengono alternate scene del cantante Daniel Tompkins intento a cantare il brano con altre in cui un uomo è alla costante ricerca della propria famiglia, catturata dalla polizia.

## Tracce
Testi di Daniel Tompkins, musiche di Acle Kahney. Musiche aggiuntive di Aidan O'Brien.
Download digitale
1. Survival – 4:25

Download digitale – Errai
1. Survival (Errai) – 4:02

## Formazione
Gruppo
- Daniel Tompkins – voce
- Acle Kahney – chitarra
- James Monteith – chitarra
- Amos Williams – basso
- Jamie Postones – batteria

Produzione
- Acle Kahney – produzione, registrazione, missaggio, mastering
- Aidan O'Brien – produzione aggiuntiva
- Amos Williams – produzione aggiuntiva